# 塞拉菲纳科雷阿
塞拉菲纳科雷阿是巴西南大河州的一个市镇。总面积163.287平方公里，总人口13463人，人口密度82.4人/平方公里。